# P・J・ソールズ
P・J・ソールズ（P. J. Soles,  1950年7月17日 - ）は、アメリカ合衆国の女優である。

## 来歴
1950年、西ドイツ、フランクフルト生まれ。父親はオランダ人で、母親はニュージャージー州出身のアメリカ人。父親が世界規模の保険会社に勤めていた関係で、ソールズ自身、幼いころからモロッコのカサブランカ、ベネズエラのマラカイボなどに住んだ経験がある。高校時代はブリュッセルのインターナショナル・スクールへ通い、当時ニューヨークにあった女子大Briarcliff Collegeへ進学した。
プロの女優へ目指してマンハッタンへ渡り、コマーシャルや雑誌のモデルとしてキャリアをスタート。1973年あたりからテレビドラマなどへ出演し始め、1976年にブライアン・デ・パルマ監督のホラー映画『キャリー』など、数本の映画に立て続けに出演して映画デビュー。ちなみに『キャリー』で彼女を見た映画監督のジョン・カーペンターが感銘を受け、1978年に自身の監督したホラー映画『ハロウィン』へつながった経緯がある。それ以外には、『ロックンロール・ハイスクール』の主演や、ビル・マーレイ、ハロルド・ライミスら出演の『パラダイス・アーミー』などの作品で知られている。

### 私生活
これまで3度の結婚歴があり、1973年に最初の夫、J. Steven Solesと結婚したがニューヨークとロサンゼルスの往来が増えてすれ違いが増して1975年に離婚。1978年に『インナースペース』などのデニス・クエイドと再婚したが1983年に離婚し、1983年からは3番目の夫と結婚しているが、1998年に離婚した。

## 出演作品

### 映画
- キャリー Carrie (1976)
- ジョン・トラボルタのプラスチックの中の青春 The Boy in the Plastic Bubble (1976) ※テレビ映画
- 残酷スプラッターシャワー/ 血ぬられた頭蓋骨 Blood Bath (1976)
- ブルーファイア The Possessed (1977) ※テレビ映画
- 続・大都会の青春 Alexander: The Other Side of Dawn (1977)
- ウィニング・シーズン/勝利の季節 Our Winning Season (1978)
- Zuma Beach (1978) ※テレビ映画
- ハロウィン Halloween (1978)
- オールドボーイフレンズ Old Boyfriends (1979)
- ヤング・ゼネレーション Breaking Away (1979)
- ロックンロール・ハイスクール Rock 'n' Roll High School (1979)
- プライベート・ベンジャミン Private Benjamin (1980)
- パラダイス・アーミー Stripes (1981)
- ソギー・ボトムの野郎ども ～爆走! エアボート大追跡～ Soggy Bottom, U.S.A. (1981)
- Sawyer and Finn (1983) ※テレビ映画
- Listen to the City (1984)
- ジェシカ・ラングのスウィート・ドリーム Sweet Dreams (1985)
- 地獄からの復讐/ コマンドー・ウルフ Saigon Commandos (1988)
- ターボ・クライシス B.O.R.N. (1988)
- エイリアンネーター2 Alienator (1990)
- Soldier's Fortune (1991)
- Shake, Rattle and Rock! (1994)
- Out There (1995) ※テレビ映画
- リトル・ビッグフット Little Bigfoot (1997)
- ハード・キャンディ Jawbreaker (1999)
- Blast (2000)
- ザ・ミラー Mirror, Mirror IV: Reflection (2000)
- 覗き窓　シークレット・ゲーム Kept (2001)
- Pee Stains and Other Disasters (2005)
- 虹の彼方の殺人 Murder on the Yellow Brick Road (2005)
- デビルズ・リジェクト マーダー・ライド・ショー2 The Devil's Rejects (2005)
- Death by Engagement (2005)
- Ray of Sunshine (2006)
- No Place Like Home (2006)
- Dead Calling (2006)
- ミル・マスカラス対アステカのミイラ Mil Mascaras vs. the Aztec Mummy (2007)
- Love in the Age of Fishsticks (2008)
- Prank (2008)
- アローン・イン・ザ・ダーク2 Alone in the Dark II (2008)
- Beg (2011)
- Eternal (2012)
- バタフライ・ルーム The Butterfly Room (2012)
- ハロウィン Halloween (2018)

### テレビドラマ
- Love Is a Many Splendored Thing (1973)
- ブルー・ナイト The Blue Knight (1976)
- ロマンス・シアター Romance Theatre (1982)
- サイモン&サイモン Simon & Simon (1983, 1984)
- チアーズ Cheers (1984)
- 超音速攻撃ヘリ エアーウルフ Airwolf (1984)
- 探偵ハード&マック Hardcastle and McCormick (1985)
- ナイトライダー Knight Rider (1986)
- Rebel Highway (1994)

### テレビアニメ
- びっくりスケアリー Scaredy Squirrel (2010)

### ビデオゲーム
- Prize Fighter (1993)

## 参照
1. 1 2 3 4 5  “P. J. Soles Biography”. 2014年7月12日閲覧。
2. ↑  http://www.dreadcentral.com/news/34500/exclusive-a-talk-with-pj-soles#axzz37DgXMaKf